# Porrhomma convexum
Porrhomma convexum (Westring, 1851) è un ragno appartenente alla famiglia Linyphiidae.

## Distribuzione
La specie è stata rinvenuta in diverse località della regione olartica

## Tassonomia
È la specie tipo del genere Porrhomma Simon, 1884.
Non sono stati esaminati esemplari di questa specie dal 2011
Attualmente, a dicembre 2013, non sono note sottospecie